# 강화석수문
강화 석수문(江華 石水門)은 인천광역시 강화군 강화읍에 있는 수문이다. 1995년 3월 2일 인천광역시의 유형문화재 제30호로 지정되었다.

## 개요
강화읍의 중심부를 흐르는 동락천 위에 설치하였던 수문이다. 조선 숙종 37년(1711)에 강화산성의 내성을 쌓을 때 연결하여 처음 설치하였으나, 광무 4년(1900)에 갑곶 나루터의 통로로 삼기 위하여 개천 어구에 옮겼다. 그 뒤 1977년에 다시 지금의 위치로 옮겨 복원하였다. 길이는 18.2m이고 높이는 2.7m, 너비는 4.7m이다. 무지개 모양의 수문이 3개이며, 화강암을 다듬어 쌓았다.

## 참고 문헌
- 강화 석수문 - 국가유산청 국가유산포털